# Matthew Iannello
Matthew Joseph Ianniello, detto Matty the Horse (New York, 18 giugno 1920 – Old Westbury, 15 agosto 2012), è stato un mafioso statunitense affiliato alla famiglia Genovese di New York, di cui fu anche boss ad interim.
Tra gli anni Settanta e Ottanta, Ianniello esercitò un ampio controllo sull’industria del sesso nella zona di Times Square, un settore estremamente redditizio all’epoca. Fu condannato per vari reati, tra cui manipolazione di appalti edilizi, appropriazione indebita di fondi sindacali e racket estorsivi ai danni di proprietari di bar, venditori di materiale pornografico e ballerine di locali a luci rosse, proprio mentre Times Square si riempiva di peep show e locali per adulti.

## Biografia
Ianniello nacque nel 1920 nel quartiere di Little Italy a Manhattan, uno di otto figli di immigrati italiani.
Secondo quanto si racconta, il soprannome "Matty the Horse" gli fu attribuito durante una partita di baseball giovanile. In quell’occasione, il lanciatore avversario colpì in pieno volto un battitore con una palla veloce, scatenando una rissa. Ianniello, nonostante fosse più giovane e di corporatura inferiore, mise al tappeto il lanciatore. Un testimone, colpito dalla sua forza, commentò:
Quel ragazzo è forte come un cavallo.
In gioventù lavorò come cameriere nel ristorante dello zio presso i cantieri navali di Brooklyn, poi come scaricatore di porto al Brooklyn Navy Yard. Nel 1943 si arruolò nell’esercito statunitense, prestando servizio nel Pacifico durante la Seconda guerra mondiale, dove ricevette la Purple Heart e la medaglia di bronzo al valore.
Dopo la guerra, insieme a uno zio, aprì un secondo ristorante, il Matty’s Towncrest Restaurant.
Ianniello era sposato con Beatrice May, con la quale ebbe quattro figli.
Nel 1951 fu arrestato per possesso di eroina, ma le accuse vennero successivamente ritirate.
Nel 1960, divenne socio di Edward L. DeCurtis, un collaboratore di lunga data, nella gestione di locali notturni clandestini frequentati da uomini gay. Ianniello arrivò infine a possedere una rete di club e locali notturni rivolti a questo pubblico, tra cui il celebre Gilded Grape e l’Hay Market.

## Carriera criminale
Negli anni ’60, Ianniello entrò a far parte della famiglia criminale Genovese, allora guidata dal boss detenuto Vito Genovese. Il suo sponsor nell’organizzazione fu Frank “Funzi” Tieri, mafioso influente e futuro boss reggente.
Ianniello conquistò gradualmente il controllo della sezione locale 1181 dell’Amalgamated Transit Union, il sindacato degli autisti di autobus scolastici di New York. Questa posizione gli permise di estorcere denaro sia alle compagnie di trasporto scolastico sia agli stessi autisti iscritti al sindacato.
Il 2 febbraio 1965 fu incriminato per oltraggio alla corte per essersi rifiutato di testimoniare davanti a un gran giurì. Tuttavia, l’anno seguente le accuse furono archiviate.
All’inizio degli anni ’70, Ianniello fu promosso caporegime. A quel punto, controllava oltre 80 ristoranti e locali a luci rosse di New York, in particolare nella zona di Times Square. Nonostante l'attività criminale, ufficialmente risultava ancora impiegato in un ruolo rispettabile all’interno del sindacato.
Nel 1985, insieme a Vincent Asaro, Ianniello fu accusato di aver richiesto fino a un milione di dollari quando alcune proprietà fatiscenti, precedentemente appartenute al gangster Michael Zaffarano, vennero vendute ad alcuni investitori attivi nel ramo immobiliare.

### Condanne
Il 28 febbraio 1985, Matthew Ianniello fu incriminato da un tribunale federale di New York con l’accusa di racket legato alla gestione di diversi ristoranti, bar e aziende di smaltimento rifiuti. Grazie ad alcune intercettazioni telefoniche effettuate nel suo ufficio, gli investigatori raccolsero prove che dimostravano come stesse sottraendo oltre 2 milioni di dollari da bar, ristoranti e un topless bar di cui possedeva delle quote. Il 30 dicembre 1985 fu riconosciuto colpevole di numerosi capi d'accusa e il 16 febbraio 1986 il giudice Weinfeld lo condannò a sei anni di carcere federale.
Tuttavia, il 13 maggio 1986, fu assolto da tutte le accuse in un altro procedimento federale per racket nell’industria dei rifiuti. Solo quattro giorni dopo, il 17 maggio, fu nuovamente incriminato a New York per una serie di nuovi reati: racket sindacale, manipolazione di appalti edilizi, estorsione, gioco d’azzardo illegale e associazione per commettere omicidi.
Il 18 maggio 1988, Ianniello fu ancora una volta incriminato, stavolta a Newark, New Jersey, per reati di racket legati all’acquisizione forzata nel 1984 di un’azienda di ghiaia a Edgewater da parte della famiglia Genovese. Il 13 ottobre 1988, dopo essere stato condannato per le accuse di racket e manipolazione di appalti risalenti al 1986, venne condannato a 13 anni di prigione federale.

### Boss reggente
Nel 1995, Matthew Ianniello fu rilasciato dal carcere. Quando, nel 1997, il boss della famiglia Genovese Vincent “Chin” Gigante finì in prigione, Ianniello assunse il ruolo di boss reggente.
Nel 1998, era ormai fortemente coinvolto nella gestione della sezione locale 1181 dell’Amalgamated Transit Union, il sindacato degli autisti di autobus. Attraverso il controllo di tale sindacato, Ianniello riuscì a estorcere denaro a un centro medico: impose il pagamento di 100.000 dollari per il rinnovo del contratto di affitto e pretese poi versamenti in contanti regolari affinché potessero continuare a operare nella sede.

### Smaltimento dei rifiuti
Tra il 2001 e il 2005, Matthew Ianniello ricevette oltre 800.000 dollari in pagamenti estorsivi da aziende di gestione dei rifiuti del Connecticut, di proprietà dell’imprenditore James Galante.
Il 27 luglio 2005 fu incriminato a New York per racket, in un caso che comprendeva accuse di estorsione e usura. Quando gli agenti si presentarono alla sua abitazione per arrestarlo, trovarono Ianniello intento a guardare il film Il Padrino - Parte III.
Il 10 giugno 2006 fu poi incriminato anche in un tribunale federale di New Haven, Connecticut, per attività di racket legate allo smaltimento dei rifiuti nel sud-ovest dello stato. Ianniello si dichiarò colpevole delle accuse mosse a New York e fu condannato a 18 mesi di carcere; si dichiarò colpevole anche per le accuse in Connecticut, ricevendo una pena di due anni da scontare in concomitanza con la condanna di New York.

### Rilascio anticipato
Il suo avvocato chiese clemenza, dichiarando che il cliente soffriva di cancro e versava in condizioni di salute precarie. Il 3 aprile 2009, dopo aver scontato due anni di detenzione, Ianniello fu rilasciato dal Federal Medical Center di Butner.

## Morte
Il 15 agosto 2012, Matthew Ianniello morì all’età di 92 anni nella sua abitazione di Old Westbury, New York, a causa di complicazioni legate a problemi cardiaci e ad altre patologie, tra cui un tumore alla prostata.

## Nella cultura popolare
Matthew Ianniello è interpretato dall’attore Garry Pastore nella serie HBO del 2017 The Deuce.